# Ira Hayes
Ira Hayes (12 januari 1923 - 24 januari 1955) was een Amerikaans marinier die een van de helden werd van de strijd om Iwo Jima tijdens de Tweede Wereldoorlog. Vooral het feit dat hij op de foto stond van Joe Rosenthal bij het plaatsen van de Amerikaanse vlag.
Hayes werd geboren in het indianenreservaat Gila River in Arizona en was lid van de Pima stam. In 1942 verliet hij school om zich in te schrijven bij de marine. Hij werd getraind als paratrooper en kreeg de bijnaam "opperhoofd vallende wolk". Al snel werd hij naar de strijd in Japan gestuurd om deel te nemen aan de verovering van het eiland Iwo Jima. Op 23 februari 1945 was hij een van de mannen die door fotograaf Joe Rosenthal werden vereeuwigd bij het plaatsen van de tweede vlag op Mount Suribachi. Deze foto werd een icoon van de "moedige Amerikaan" tijdens de Tweede Wereldoorlog. Samen met Rene Gagnon en John Bradley werd hij onthaald als een nationale held.

## Hayes als Amerikaanse held
Tijdens de “Mighty Seventh”, een tournee om geld op te halen voor oorlogsuitgaven, was het beeld van de Iwo Jima-foto overal te zien. Er werden levensgrote sculpturen van gips gemaakt, miniatuurbeeldjes, en zelfs ijssculpturen op de verschillende diners. De foto was symbool geworden voor het Amerikaanse succes tijdens de Tweede Wereldoorlog. De personen die op de foto stonden werden hierdoor overvallen en werden het gezicht van een overheidscampagne waarvan ze steeds meer afkeer begonnen te krijgen. Ze werden behandeld als een product, een levend propagandamiddel. Vooral Hayes kreeg het moeilijk met zijn onrechtmatige heldenstatus, hij voelde zich steeds minder op zijn gemak tussen de mensenmassa's die hem bejubelden om zijn heldendaden en achter zijn rug uitlachten om zijn afkomst. Hij begon zich te verzetten door steeds minder te zeggen tijdens zijn optredens en uiteindelijk zelfs compleet van de kaart, onder invloed van alcohol, op het podium te verschijnen.

Hijsen van de vlag op Iwo Jima.

Hayes werd uiteindelijk na een aantal weken teruggestuurd naar het front in Japan. De officiële verklaring van de regering was dat hij uit eigen wil was gegaan. Hoewel Hayes eerder wel had verklaard dat hij liever terugging naar Japan dan mee te lopen in de “Mighty Seventh” show, was hij hier later op teruggekomen. Hayes verklaarde later het volgende over zijn weken als levend propagandamiddel voor de “Mighty Seventh”:
“I was sick, I guess I was about to crack up, thinking of those guys who were better men than me not coming back at all, much less to the White House. On reservation I got hundreds of letters and I got sick of hearing about the flag-raising and sometimes I wished that guy had never made the picture.”
Uiteindelijk bleek Hayes al de aandacht, het schuldgevoel en zijn daaruit ontsproten drankprobleem niet aan te kunnen. Op een avond zit hij in een verlaten hut met zijn vrienden en twee broers wat te drinken en kaart te spelen. Wanneer hij naar buiten gaat om zijn behoefte te doen komt hij niet meer terug. De volgende ochtend vinden ze hem bevroren, met zijn hand omhoog gericht alsof hij de vlag opricht. Onderkoeling en chronisch alcoholisme was de officiële doodsoorzaak, maar in werkelijkheid was hij voorover gevallen en verdronken in zijn eigen braaksel. Een in geen enkel opzicht heldhaftige dood voor een (kunstmatige) held van het Amerikaanse volk. De foto van Rosenthal heeft deze “helden” gevormd, maar de enige die uiteindelijk het leven als een “Hollywood marinier” bleek aan te kunnen was de soldaat Rene Gagnon die in een van zijn brieven schreef dat hij wel door kon blijven gaan.

## Herdenking

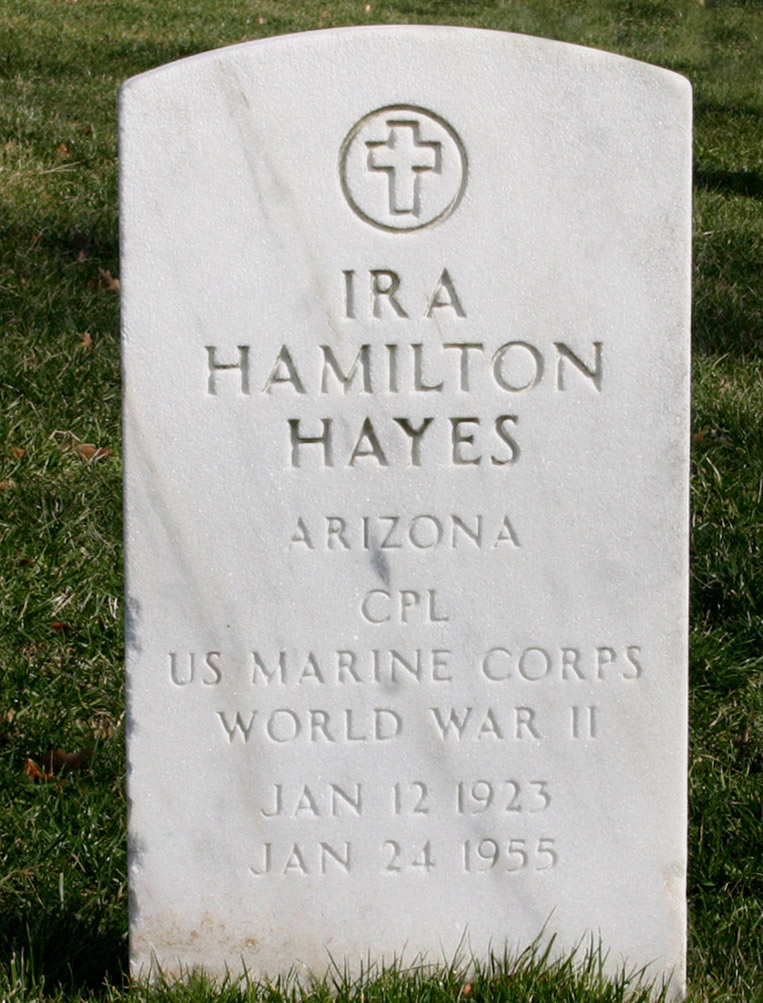
Grafsteen van Ira Hayes.

Ondanks zijn allerminst heldhaftige dood bleef Hayes voor het Amerikaanse volk een grote held. Hij werd met veel ceremonieel begraven op de militaire begraafplaats Arlington in de buurt van Washington. En hij kreeg zijn eigen bergtop naar zich vernoemd. Zijn leven werd verfilmd in de film The Outsider (1961) met Tony Curtis in de hoofdrol en zijn leven werd bezongen door Johnny Cash en Bob Dylan in The Ballad of Ira Hayes (1962). De tekst die geschreven werd door Peter LaFarge luidt:
Chorus:
Call him drunken Ira Hayes
He won't answer anymore
Not the whiskey drinkin' Indian
Nor the Marine that went to war
Gather round me people there's a story I would tell
About a brave young Indian you should remember well
From the land of the Pima Indian
A proud and noble band
Who farmed the Phoenix valley in Arizona land
Down the ditches for a thousand years
The water grew Ira's peoples' crops
'Till the white man stole the water rights
And the sparklin' water stopped
Now Ira's folks were hungry
And their land grew crops of weeds
When war came, Ira volunteered
And forgot the white man's greed
Chorus
There they battled up Iwo Jima's hill,
Two hundred and fifty men
But only twenty-seven lived
To walk back down again
And when the fight was over
And when Old Glory raised
Among the men who held it high
Was the Indian, Ira Hayes
Chorus
Ira returned a hero
Celebrated through the land
He was wined and speeched and honored;
Everybody shook his hand
But he was just a Pima Indian
No water, no crops, no chance
At home nobody cared what Ira'd done
And when did the Indians dance
Chorus
Then Ira started drinkin' hard;
Jail was often his home
They'd let him raise the flag and lower it
like you'd throw a dog a bone!
He died drunk one mornin'
Alone in the land he fought to save
Two inches of water in a lonely ditch
Was a grave for Ira Hayes
Chorus
Yeah, call him drunken Ira Hayes
But his land is just as dry
And his ghost is lyin' thirsty
In the ditch where Ira died

## Decoraties
- Parachutist Badge
- Rifle Sharpshooter Badge
- Navy Occupation Service Medal
- American Campaign Medal
- Asiatic-Pacific Campaign Medal with Four 3⁄16 Bronze Stars
- Navy and Marine Corps Commendation Medal with Combat "V" (Navy Commendation Ribbon), (4 campaigns)
- World War II Victory Medal (United States)
- Presidential Unit Citation with One 5⁄16 Silver Star (Iwo Jima, battle star)
- Combat Action Ribbon

Ira Hayes 'Navy Commendation Ribbon werd opgewaardeerd naar een Navy en Marine Commendation Medal met Combat "V". Hij had ook recht op de Combat Action Ribbon (1969). De 5/16 "silver star op zijn Presidential Unit Citation is een WW2 "Battle Star" voor Iwo Jima en duidt niet op een 2e Presidential Unit Citation (3/16 "bronzen star). Hayes ontving geen Marine Corps Good Conduct Medal, die vier jaar dienst vereist bij het Marine Corps.